# Azores Airlines
Azores Airlines, anciennement connue sous le nom de SATA Internacional est une compagnie aérienne portugaise basée dans la municipalité de Ponta Delgada, sur l'île de São Miguel dans l'archipel autonome des Açores. Azores Airlines est la compagnie aérienne du Grupo SATA qui opère les destinations internationales, reliant l'archipel à l'Europe et à l'Amérique du Nord, depuis son hub à l'aéroport João Paulo II. Le réseau régional est assuré par SATA Air Açores.

## L'histoire

### Les débuts
La compagnie aérienne a été créée en mars 1994 sous le nom d'OceanAir et, en 1995, a été autorisée à exploiter des services de transport aérien en tant que transporteur non régulier. SATA Air Açores est devenu le principal actionnaire lorsque OceanAir a suspendu ses activités en 1994. Elle est ensuite devenue l'unique propriétaire et, le 20 février 1998, elle a été rebaptisée SATA Internacional et a repris ses activités le 8 avril 1998. La livrée originale de la compagnie aérienne se composait d'un fuselage entièrement blanc portant le nom SATA Internacional en bleu océan sur les vitres avant et d'une queue bleu foncé avec le logo de la société. Avant cela, la livrée avait un logo idéalisé avec les bandes de vagues déferlantes, superposées par un disque solaire, avec l'inscription calligraphique "Fly Azores" ci-dessous. Ce logo touristique a été retiré à la fin du 20e siècle, pour être remplacé par une image plus corporative. La compagnie aérienne est devenue une filiale à 100% du Grupo SATA (la société mère).[réf. nécessaire]
À la suite de son appel d'offres public, SATA Internacional s'est vu attribuer des liaisons régulières depuis Ponta Delgada à Lisbonne, l'île de Madère et Porto. SATA possède deux voyagistes en Amérique du Nord: SATA Express au Canada et Azores Express aux États-Unis.

### Développement et renouvellement de la flotte

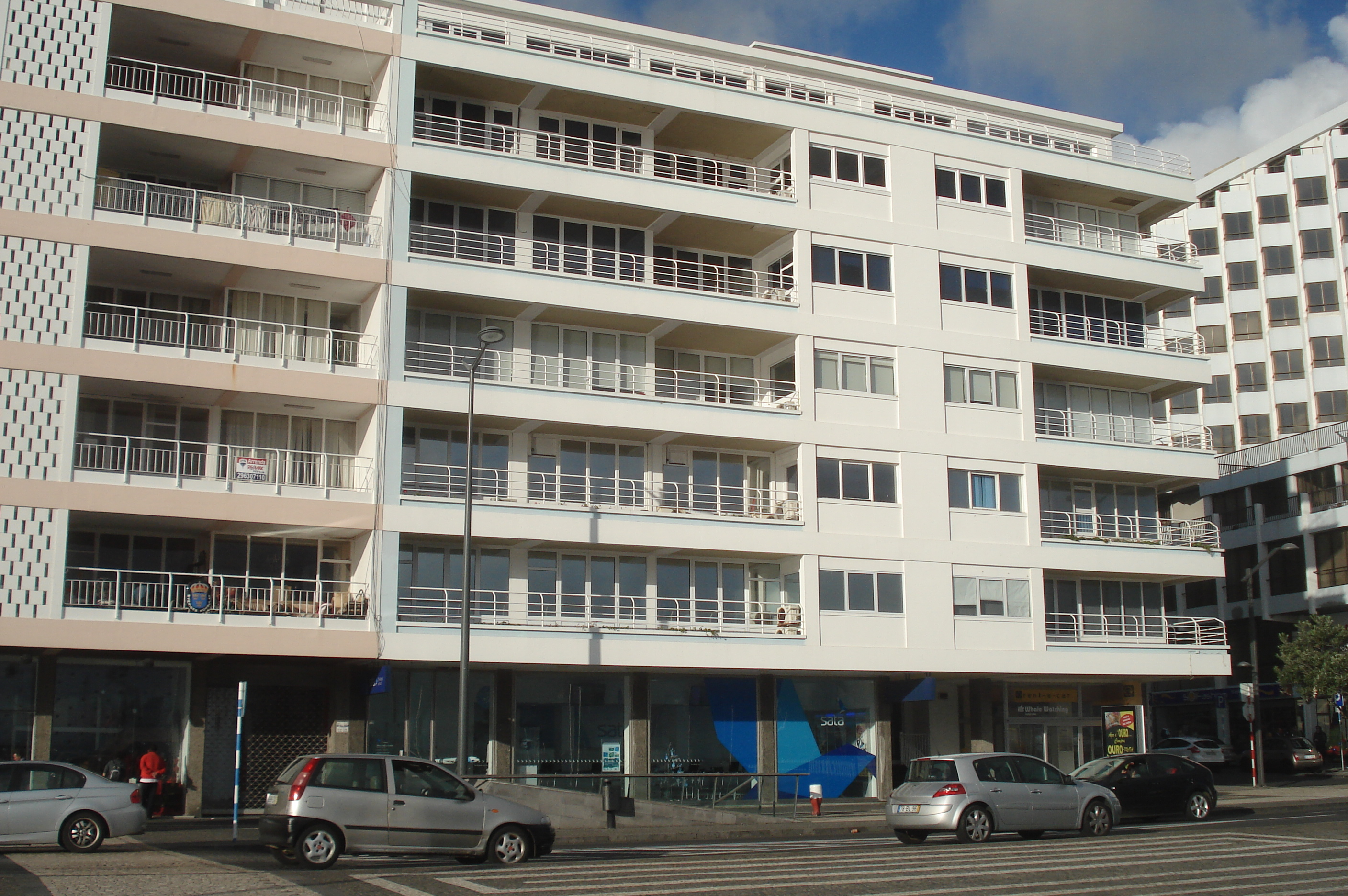
Le siège du groupe SATA à Ponta Delgada

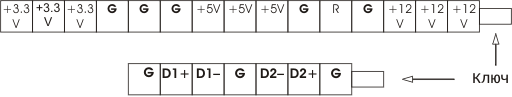
Ancien logo de SATA Internacional

Après mai 2009, SATA a adopté une nouvelle image de marque et un nouveau logo qui ont été appliqués à son premier nouvel Airbus A320-200, immatriculé CS-TKO et nommé "Diáspora". Le symbole, appelé BIA (pour "Blue Islands Açor"), se composait de neuf formes géométriques, représentant les neuf îles des Açores assemblées pour former le mythique Açor de la légende portugaise. On pensait que l '«açor» ou autour des palombes était l'oiseau trouvé autour des îles des Açores lorsque les marins portugais ont découvert l'archipel pour la première fois. Cette forme est apparue sur la nageoire caudale, en plus d'une partie située juste en avant des ailes sur le fuselage. La nouvelle livrée a été adoptée à la fois par SATA Internacional et SATA Air Açores lors du renouvellement de la flotte à partir de la fin des années 1990 et a duré jusqu'en 2015.[réf. nécessaire]
En janvier 2015, la compagnie aérienne a annoncé des plans stratégiques visant à réduire ses dettes de 179 M € à 40 M € d'ici 2020 en réduisant sa flotte et ses effectifs. Dans le cadre du plan, elle serait également renommée Azores Airlines.
En octobre 2015, SATA Internacional a par la suite annoncé un changement de marque majeur comprenant un changement de nom pour Azores Airlines et un changement de la palette de couleurs des tons bleus aux tons verts. Dans le même temps, un renouvellement de la flotte avec des Airbus A330 avait été annoncé Le premier vol commercial A330 a eu lieu le 25 mars 2016 de Ponta Delgada à Boston.
En septembre 2016, la compagnie aérienne a annoncé un changement de plans concernant le renouvellement de sa flotte. Alors que les projets de mise en place d'un deuxième Airbus A330 ont été annulés, Azores Airlines a commandé deux Airbus A321neo en location provisoire pour 2017-2019 et quatre Airbus A321LR qui seront livrés en 2019 pour remplacer l'A321neo provisoire. Le retrait progressif de la flotte A310 s'est achevé au cours des premiers mois de 2018.
En janvier 2021, un Airbus A321LR exploitant le vol S46865 d'Azores Airlines a établi le record du vol A321LR le plus long, qui, selon Flightradar24, a volé de Lisbonne à Bogota en 9 heures et 49 minutes.

## Destinations

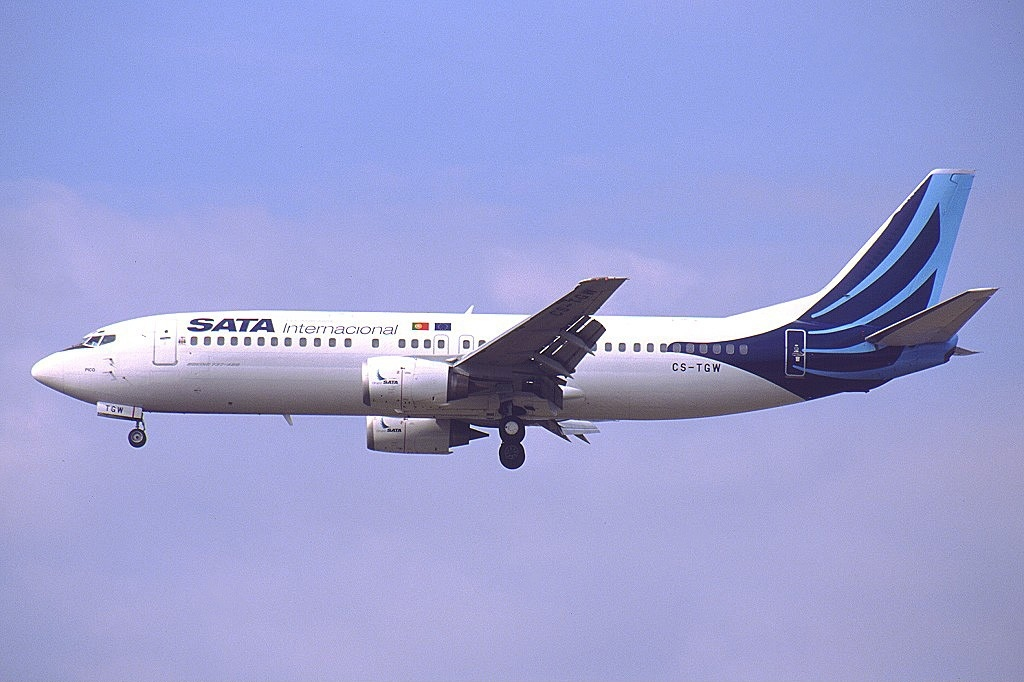
Un ancien Boeing 737-400 de SATA Internacional dans la deuxième livrée de la compagnie aérienne

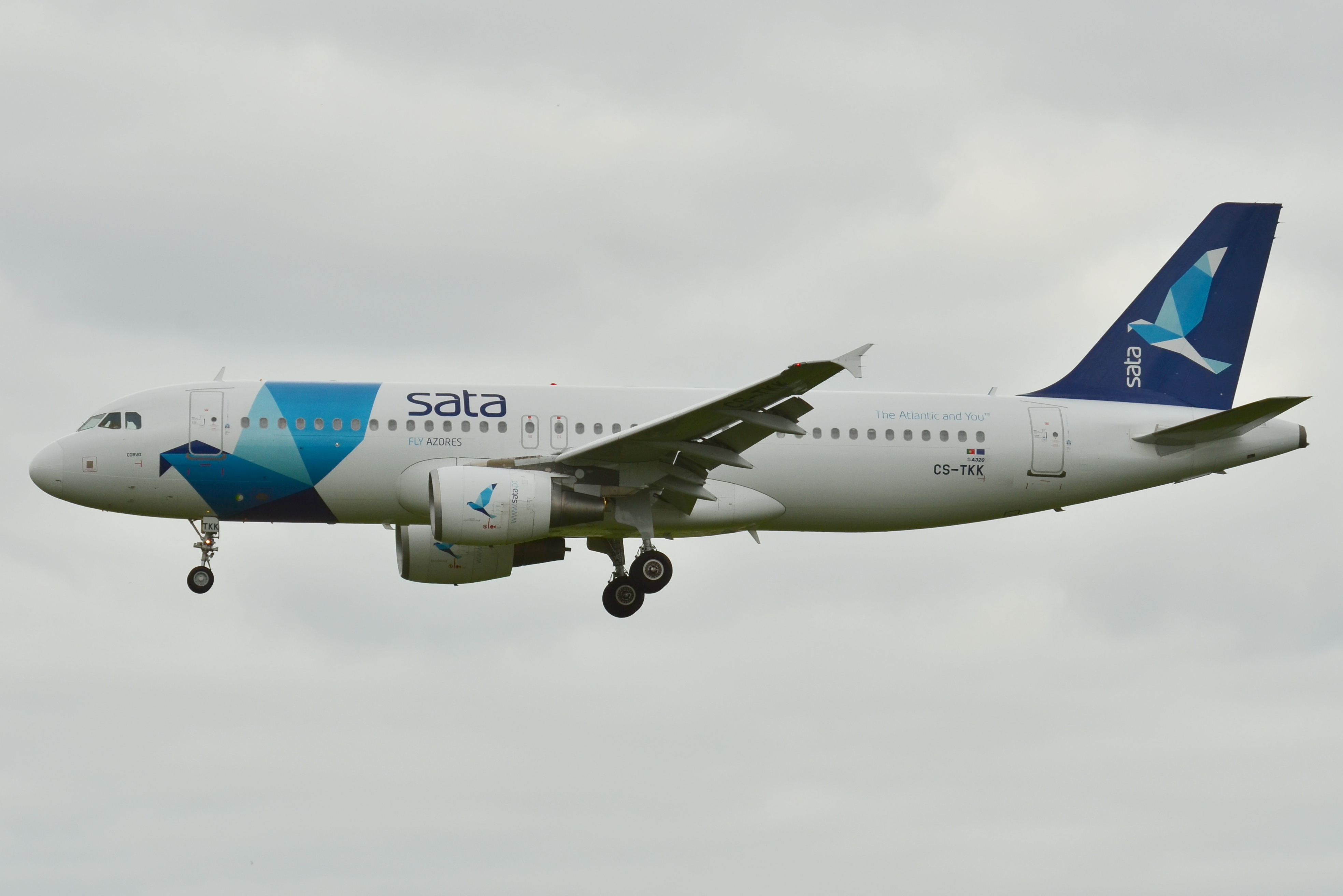
Un Airbus A320-200 d'Azores Airlines dans l'ancienne livrée SATA Internacional

Azores Airlines propose des vols réguliers vers les îles de Madère, le Portugal continental et d'autres destinations en Europe et en Amérique du Nord, ainsi que des vols charters. Les destinations intérieures sont couvertes par SATA Air Açores. Voici une liste des aéroports desservis en mai 2019  :
| Pays                   | Ville                  | Aéroport                                               | Remarques                                 | Réfs   |
| ---------------------- | ---------------------- | ------------------------------------------------------ | ----------------------------------------- | ------ |
| Canada                 | Montréal               | Aéroport international Montréal-Pierre Elliott Trudeau | Vol Saisonnier                            |        |
| Canada                 | Toronto                | Aéroport international Pearson de Toronto              |                                           |        |
| Cap-Vert               | Praia                  | Aéroport international Nelson Mandela                  |                                           |        |
| République Dominicaine | Punta Cana             | Aéroport international de Punta Cana                   | Vol Saisonnier                            | [ 9 ]  |
| France                 | Paris                  | Aéroport Paris-CDG                                     | Vol Saisonnier Ouverture le 1er juin 2021 | [ 10 ] |
| Allemagne              | Francfort              | Aéroport de Francfort                                  |                                           |        |
| le Portugal            | Horta                  | Aéroport Horta                                         |                                           |        |
| le Portugal            | Lisbonne               | Aéroport de Lisbonne                                   | Hub secondaire                            |        |
| le Portugal            | Madalena               | Aéroport de Pico                                       |                                           |        |
| le Portugal            | Madère                 | Aéroport de Funchal                                    |                                           |        |
| le Portugal            | Ponta Delgada          | Aéroport João Paulo II                                 | HUB                                       |        |
| le Portugal            | Porto                  | Aéroport de Porto                                      |                                           |        |
| le Portugal            | Praia da Vitória       | Aéroport de Lajes                                      |                                           |        |
| le Portugal            | Santa Cruz da Graciosa | Aéroport de Graciosa                                   |                                           |        |
| le Portugal            | Santa Cruz das Flores  | Aéroport de Flores                                     |                                           |        |
| le Portugal            | Velas                  | Aéroport de São Jorge                                  |                                           |        |
| le Portugal            | Vila do Corvo          | Aéroport de Corvo                                      |                                           |        |
| le Portugal            | Vila do Porto          | Aéroport de Santa Maria                                |                                           |        |
| Royaume-Uni            | Londres                | Aéroport de Londres Stansted                           | Vol Saisonnier Ouverture le 3 juin 2021   |        |
| États-Unis             | Boston                 | Aéroport international de Logan                        |                                           |        |
| États-Unis             | Oakland                | Aéroport international d'Oakland                       | Vol Saisonnier                            | [ 11 ] |

## Flotte

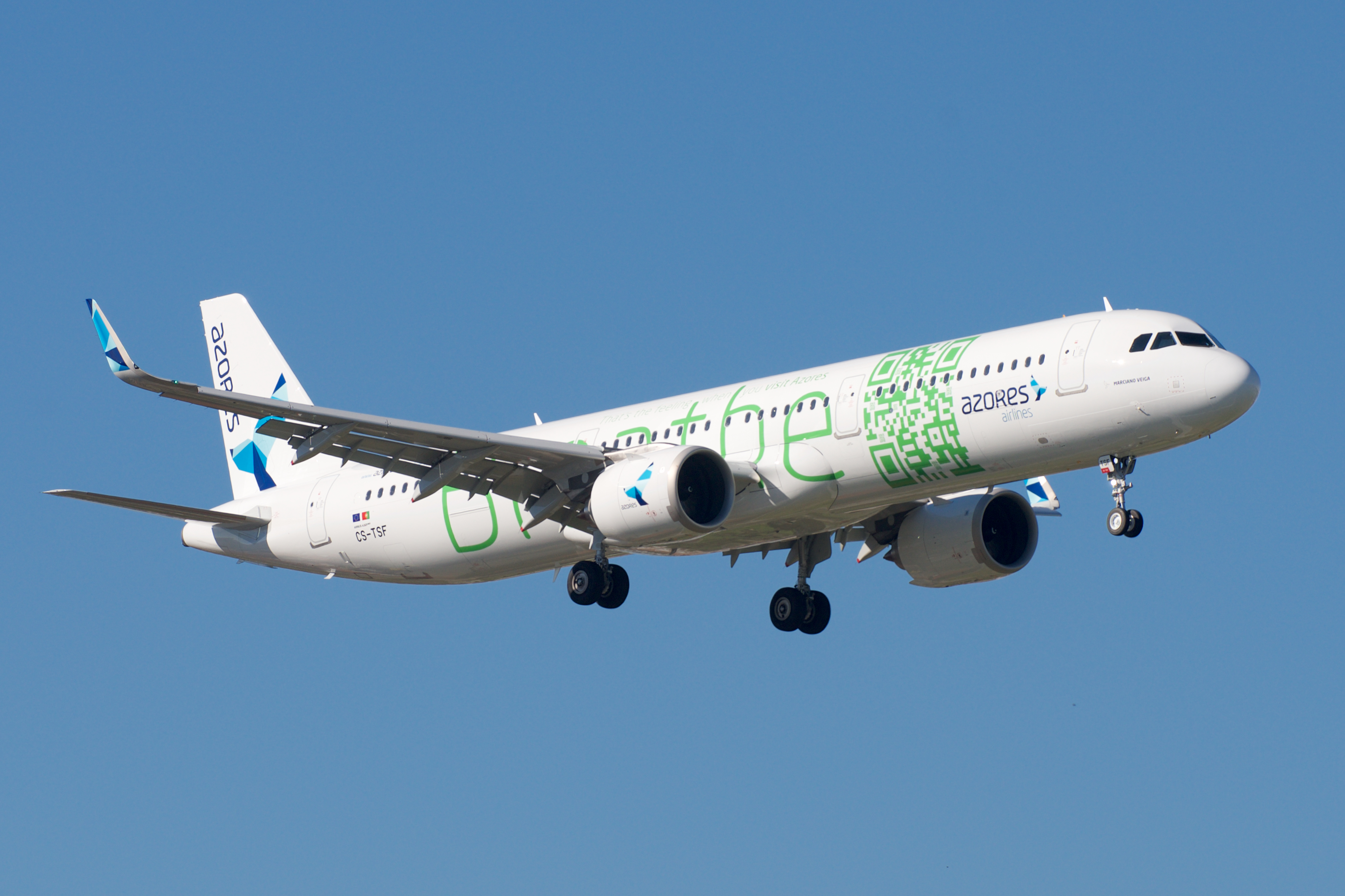
Azores Airlines Airbus A321neo

### Flotte actuelle
En juin 2024, les appareils suivants sont en service au sein de la flotte d'Azores Airlines :
Les avions régionaux sont exploités par SATA Air Açores sous leur propre certificat de transporteur aérien, tandis que les avions à plus longue portée sont loués avec équipage à Hi Fly sur une base saisonnière.

### Flotte historique
| - Un Airbus A310-300 d'Azores Airlines dans l'ancienne livrée SATA Internacional - Un ancien Airbus A330-200 d'Azores Airlines |

Azores Airlines a précédemment exploité les avions suivants:
- Airbus A310-300
- Airbus A330-200
- Boeing 737-300
- Boeing 737-400

## Accidents et incidents
- Le 4 août 2009, un vol SATA Internacional Airbus A320-200 en service S4-129 reliant Lisbonne à Ponta Delgada a rebondi sur la piste puis a subi un atterrissage brutal brutal de 4,86 G, endommageant le train d'atterrissage[13] Rien n'a été écrit dans le journal de maintenance technique de l'avion, l'équipage de conduite et le personnel de maintenance n'ont pas été en mesure d'interpréter le rapport d'atterrissage brutal et malgré les dommages, l'avion n'a pas été retiré du service et est retourné à Lisbonne au service à la clientèle. 6 secteurs[14]. SATA a déclaré dans un communiqué[15] que les rapports d'atterrissage brutal / de charge ne sont pas une exigence obligatoire pour le type d'avion et a attiré l'attention sur le temps qu'Airbus a mis pour leur confirmer l'interprétation du rapport de charge. Les deux jambes de train d'atterrissage ont ensuite dû être remplacées. Dans son rapport final[16] l'autorité portugaise chargée des enquêtes sur les accidents, le Département de la prévention et des enquêtes sur les accidents aéronautiques, a déterminé que la cause principale de l'incident était les déporteurs au sol se déployant en vol après que l'avion eut rebondi 12 ft hors de la piste. Les facteurs contributifs étaient l'incapacité du pilote à effectuer la remise des gaz après le rebond, l'incapacité du pilote à relâcher les manettes de poussée avant le premier toucher des roues (ce qui a empêché le déploiement des spoilers au sol) et le pilote fournissant une entrée de fusée insuffisante[17]. Airbus a ensuite introduit une nouvelle norme logicielle pour l'A320 en juillet 2010 afin de modifier la logique de déploiement du spoiler au sol.[réf. nécessaire]

## Voir également
- SATA Air Açores
- Aéroport João Paulo II